# Fútbol en Israel

Asociación Israelí De Fútbol

El fútbol (en hebreo, כדורגל) en Israel es el deporte nacional no oficial de ese país. El fútbol como deporte organizado primero se desarrolló en Inglaterra, que controló Israel durante los días del Mandato Británico.

## La Asociación Israelí de Fútbol
La Asociación Israelí de Fútbol es el cuerpo gobernante del fútbol en el Estado de Israel. Todos los clubes de fútbol profesionales israelíes deben ser miembros, y cientos de semiprofesionales y clubes aficionados también pertenecen.

## Sistema liguero
El sistema liguero del fútbol israelí tiene seis niveles y 16 divisiones diferentes, todas a cargo de la Asociación de Fútbol de Israel. Promoción y relegación operan entre cada nivel, teóricamente perimitiendo a los clubes progresar desde abajo hasta arriba sin seis sesiones.

## Copas
En Israel, hay dos competiciones coperas principales, la Copa de Israel y la Copa Toto.

### Copa de Israel
La Copa de Israel (hebreo:גביע המדינה) es el equivalente israelí a la Copa de Inglaterra y está abierta a todos los clubes israelíes de todas las categorías existentes, profesionales y semiprofesionales.
La final se juega en el Ramat Gan Stadium y el ganador se clasifica para la Copa de la UEFA.

### Copa Toto
La Copa Toto (hebreo:גביע הטוטו) es el equivalente israelí a la Copa de la Liga de Inglaterra, con la diferencia que son dos torneos: Uno para solamente los equipos de la Primera División y otro solo para los de Segunda División (hasta la temporada 2003-04, los de Tercera División tenían su propio torneo exclusivo de Copa Toto). En ambos casos se juega primero una Fase de Grupos, con los equipos mejor posicionados para jugar los  play-offs hasta llegar al partido final. Como en la Copa de Israel la final, o las finales en este caso, se juegan en diferentes fechas en el Ramat Gan Stadium, pero a los campeones de cada categoría no se les otorga cupo para la Copa de la UEFA; en su lugar, se les reconoce a cada campeón un premio en efectivo.

## Selección de fútbol de Israel
La Selección de Fútbol de Israel jugó su primer partido en el El Cairo, contra Egipto en 1934 como Palestina/Eretz Yisrael. Su mayor triunfo fue clasificarse para el Mundial 1970 y, a nivel continental, haber ganado la Copa Asiática 1964.